# Enoplognatha ovata
Enoplognatha ovata es una especie de araña araneomorfa del género Enoplognatha, familia Theridiidae. Fue descrita científicamente por Clerck en 1757.
Habita en el Holártico. Se encuentra en la parte noreste de Canadá (Columbia Británica) y costa del Pacífico de los Estados Unidos. El saco de huevos se encuentra en nidos de hojas y las crías hibernan en la hojarasca.